# Гиперболоидная градирня
«Гиперболо́идная гради́рня» («Вулкан») — лэнд-артовский проект Николая Полисского, созданный совместно с Никола-Ленивецкими промыслами в рамках фестиваля «Архстояние» в 2009 году. Самый долгий по времени изготовления проект Полисского (2006—2009). «Градирня» сожжена 18 февраля 2012 года в результате совместного масленичного перформанса Николая Полисского и Германа Виноградова. Находилась на территории Парка «Никола-Ленивец».

## История
«Гиперболоидная градирня» уподоблена градирне ТЭЦ, в которой конденсируется влага и из которой выходит лишний пар. Полисский сказал об этом:
На самом-то деле вид у них ужасающий, когда они бетонные. Их пытаются красить, но это ещё хуже. А мы сплели её из мелкой лозы. Она изумительным образом дымит и отчасти похожа на вулкан.

Объект строился Никола-Ленивецкими промыслами три года — с 2006 по 2009 год. Полисский потом признался, что «Гиперболоидная градирня» была ему скучна. Всё изменила случайность — у «Градирни», по выражению Полисского, «поехала крыша»: она начала заваливаться.
И потом наша работа ситуативна. Плели мы, например, градирню несколько лет. Мелкая фактура, большая ясная форма — всё хорошо, но скучно. И вдруг она стала падать: появился какой-то градус жизни. Укрепили её контрфорсами. Я её полюбил.

## Соавторы Николая Полисского
«Гиперболоидную градирню» Николай Полисский делал с участниками Никола-Ленивецких промыслов, в числе которых были: Игорь Парыгин, Иван Парыгин, Александр Новиков, Анатолий Галдин, Александр Акимкин, Александр Игнатов, Виталий Пестерев, Александр Изотов, Юрий Захлебин, Виталий Кондрашов, Александр Краснов, Алексей Гусев, Сергей Носков, Константин Фоминов, Евгений Захлебин, Иван Ильичёв, Константин Безуглов, Алексей Шведов, Олег Безуглов, Андрей Белов, Алексей Буковский, Владимир Стребань, Вячеслав Киселёв, Владимир Онуфриев, Дмитрий Мозгунов, Дмитрий Климкин, Юрий Климкин, Антон Славский.